# Premio al Jugador del Año de la FIFA
El Futbolista del año de la FIFA es un premio anual otorgado por la Federación Internacional de Fútbol Asociación al mejor jugador de fútbol del mundo. El premio continuó el establecido en 1988 por la Federación Internacional de Historia y Estadística de Fútbol (IFFHS) —organismo colaborador de la FIFA— y que fue reemplazado tras tres ediciones. Los premios empezaron en el año 1991 bajo el título de Jugador Mundial de la FIFA, el galardón fue entregado bajo este formato hasta el año 2009, a partir del siguiente año la FIFA y el grupo editorial Amaury, propietaria del diario deportivo France Football, llegaron a un acuerdo mediante el cual los trofeos del Jugador Mundial de la FIFA y el Balón de Oro pasaron a formar un solo galardón que llevó el nombre de FIFA Balón de Oro. Luego de seis ediciones bajo este formato, disuelto el FIFA Balón de Oro en 2016, cada entidad continuó por su cuenta entregando el premio a los mejores del mundo, lanzando así el Premio The Best FIFA.
Originalmente la FIFA solo otorgaba el galardón a los futbolistas masculinos, hasta que en 2001 se lanzó versión femenina de este premio. En 2010 siguió los pasos en la fusión que dio pie a la existencia del FIFA Balón de Oro, y a su vez también forma parte de las categorías de la ceremonia de los Premios The Best de la FIFA en la actualidad.
En la rama masculina quien más veces se llevó el galardón es el argentino Lionel Messi, quien ganó el premio en 8 oportunidades. La futbolista que más veces ganó el premio de la FIFA es la brasileña Marta Vieira da Silva, quien lo detentó en 6 ocasiones.

## Historial Masculino
El podio de cada premio en su versión masculina desde su entrega.
| Edición                    | Primero                                     | Segundo                                    | Tercero                                                          |
| IFFHS World Player         | IFFHS World Player                          | IFFHS World Player                         | IFFHS World Player                                               |
| -------------------------- | ------------------------------------------- | ------------------------------------------ | ---------------------------------------------------------------- |
| 1988                       | Marco van Basten (A. C. Milan)              |                                            |                                                                  |
| 1989                       | Marco van Basten (A. C. Milan)              |                                            |                                                                  |
| 1990                       | Lothar Matthäus (F. C. Internazionale)      |                                            |                                                                  |
| Jugador Mundial de la FIFA |                                             |                                            |                                                                  |
| 1991                       | Lothar Matthäus (F. C. Internazionale)      | Jean-Pierre Papin (Olympique de Marseille) | Gary Lineker (Tottenham Hotspur F. C.)                           |
| 1992                       | Marco Van Basten (A. C. Milan)              | Hristo Stoichkov (F. C. Barcelona)         | Thomas Häßler (A. S. Roma)                                       |
| 1993                       | Roberto Baggio (Juventus F. C.)             | Romário da Souza (F. C. Barcelona)         | Dennis Bergkamp (F. C. Internazionale)                           |
| 1994                       | Romário da Souza (F. C. Barcelona)          | Hristo Stoichkov (F. C. Barcelona)         | Roberto Baggio (Juventus F. C.)                                  |
| 1995                       | George Weah (A. C. Milan)                   | Paolo Maldini (A. C. Milan)                | Jürgen Klinsmann (F. C. Bayern)                                  |
| 1996                       | Ronaldo (F. C. Barcelona)                   | George Weah (A. C. Milan)                  | Alan Shearer (Newcastle United F. C.)                            |
| 1997                       | Ronaldo (F. C. Internazionale)              | Roberto Carlos (Real Madrid C. F.)         | Zinedine Zidane (Juventus F. C.) Dennis Bergkamp (Arsenal F. C.) |
| 1998                       | Zinedine Zidane (Juventus F. C.)            | Ronaldo (F. C. Internazionale)             | Davor Šuker (Real Madrid C. F.)                                  |
| 1999                       | Rivaldo (F. C. Barcelona)                   | David Beckham (Manchester United F. C.)    | Gabriel Batistuta (A. C. F. Fiorentina)                          |
| 2000                       | Zinedine Zidane (Juventus F. C.)            | Luís Figo (Real Madrid C. F.)              | Rivaldo (F. C. Barcelona)                                        |
| 2001                       | Luís Figo (Real Madrid C. F.)               | David Beckham (Manchester United F. C.)    | Raúl González (Real Madrid C. F.)                                |
| 2002                       | Ronaldo (Real Madrid C. F.)                 | Oliver Kahn (F. C. Bayern)                 | Zinedine Zidane (Real Madrid C. F.)                              |
| 2003                       | Zinedine Zidane (Real Madrid C. F.)         | Thierry Henry (Arsenal F. C.)              | Ronaldo (Real Madrid C. F.)                                      |
| 2004                       | Ronaldinho (F. C. Barcelona)                | Thierry Henry (Arsenal F. C.)              | Andriy Shevchenko (A. C. Milan)                                  |
| 2005                       | Ronaldinho (F. C. Barcelona)                | Frank Lampard (Chelsea F. C.)              | Samuel Eto'o (F. C. Barcelona)                                   |
| 2006                       | Fabio Cannavaro (Real Madrid C. F.)         | Zinedine Zidane (Real Madrid C. F.)        | Ronaldinho (F. C. Barcelona)                                     |
| 2007                       | Kaká (A. C. Milan)                          | Lionel Messi (F. C. Barcelona )            | Cristiano Ronaldo (Manchester United F. C.)                      |
| 2008                       | Cristiano Ronaldo (Manchester United F. C.) | Lionel Messi (F. C. Barcelona)             | Fernando Torres (Liverpool F. C.)                                |
| 2009                       | Lionel Messi (F. C. Barcelona)              | Cristiano Ronaldo (Real Madrid C. F.)      | Xavi Hernández (F. C. Barcelona)                                 |
| FIFA Balón de Oro          |                                             |                                            |                                                                  |
| 2010                       | Lionel Messi (F. C. Barcelona)              | Andrés Iniesta (F. C. Barcelona)           | Xavi Hernández (F. C. Barcelona)                                 |
| 2011                       | Lionel Messi (F. C. Barcelona)              | Cristiano Ronaldo (Real Madrid C. F.)      | Xavi Hernández (F. C. Barcelona)                                 |
| 2012                       | Lionel Messi (F. C. Barcelona)              | Cristiano Ronaldo (Real Madrid C. F.)      | Andrés Iniesta (F. C. Barcelona)                                 |
| 2013                       | Cristiano Ronaldo (Real Madrid C. F.)       | Lionel Messi (F. C. Barcelona)             | Franck Ribéry (F. C. Bayern)                                     |
| 2014                       | Cristiano Ronaldo (Real Madrid C. F.)       | Lionel Messi (F. C. Barcelona)             | Manuel Neuer (F. C. Bayern)                                      |
| 2015                       | Lionel Messi (F. C. Barcelona)              | Cristiano Ronaldo (Real Madrid C. F.)      | Neymar da Silva (F. C. Barcelona)                                |
| Premio The Best FIFA       |                                             |                                            |                                                                  |
| 2016                       | Cristiano Ronaldo (Real Madrid C. F.)       | Lionel Messi (F. C. Barcelona)             | Antoine Griezmann (Atlético de Madrid)                           |
| 2017                       | Cristiano Ronaldo (Real Madrid C. F.)       | Lionel Messi (F. C. Barcelona)             | Neymar (F. C. Barcelona)                                         |
| 2018                       | Luka Modrić (Real Madrid C. F.)             | Cristiano Ronaldo (Real Madrid C. F.)      | Mohamed Salah (Liverpool F. C.)                                  |
| 2019                       | Lionel Messi (F. C. Barcelona)              | Virgil van Dijk (Liverpool F. C.)          | Cristiano Ronaldo (Juventus F. C.)                               |
| 2020                       | Robert Lewandowski (F. C. Bayern)           | Cristiano Ronaldo (Juventus F. C.)         | Lionel Messi (F. C. Barcelona)                                   |
| 2021                       | Robert Lewandowski (F. C. Bayern)           | Lionel Messi (F. C. Barcelona)             | Mohamed Salah (Liverpool F. C.)                                  |
| 2022                       | Lionel Messi (Paris Saint-Germain F. C.)    | Kylian Mbappé (Paris Saint-Germain F. C.)  | Karim Benzema (Real Madrid C. F.)                                |
| 2023                       | Lionel Messi (Inter Miami C. F.)            | Erling Haaland (Manchester City F. C.)     | Kylian Mbappé (Paris Saint-Germain F. C.)                        |
| 2024                       | Vinícius Júnior (Real Madrid C. F.)         | Rodri Hernández (Manchester City F. C.)    | Jude Bellingham (Real Madrid C. F.)                              |

## Historial Femenino
El podio de cada premio en su versión femenino desde su entrega.
| Edición                     | Primera                              | Segunda                                        | Tercera                                     |
| Jugadora Mundial de la FIFA | Jugadora Mundial de la FIFA          | Jugadora Mundial de la FIFA                    | Jugadora Mundial de la FIFA                 |
| --------------------------- | ------------------------------------ | ---------------------------------------------- | ------------------------------------------- |
| 2001                        | Mia Hamm (Washington Freedom)        | Fatmire Bajramaj (New York Power)              | Sun Wen (Atlanta Beat)                      |
| 2002                        | Mia Hamm (Washington Freedom)        | Birgit Prinz (F. F. C. Fráncfort)              | Sun Wen (Atlanta Beat)                      |
| 2003                        | Birgit Prinz (F. F. C. Fráncfort)    | Mia Hamm (Washington Freedom)                  | Hanna Ljungberg (Umeå I. K.)                |
| 2004                        | Birgit Prinz (F. F. C. Fráncfort)    | Mia Hamm (Washington Freedom)                  | Marta (Umeå I. K.)                          |
| 2005                        | Birgit Prinz (F. F. C. Fráncfort)    | Marta (Umeå I. K.)                             | Shannon Boxx (F. F. C. Fráncfort)           |
| 2006                        | Marta (Umeå I. K.)                   | Kristine Lilly (KIF Örebro DFF)                | Renate Lingor (F. F. C. Fráncfort)          |
| 2007                        | Marta (Umeå I. K.)                   | Birgit Prinz (F. F. C. Fráncfort)              | Cristiane (VfL Wolfsburgo)                  |
| 2008                        | Marta (Umeå I. K.)                   | Birgit Prinz (F. F. C. Fráncfort)              | Cristiane (Corinthians)                     |
| 2009                        | Marta (Santos F. C.)                 | Birgit Prinz (F. F. C. Fráncfort)              | Kelly Smith (Boston Breakers)               |
| FIFA Balón de Oro           |                                      |                                                |                                             |
| 2010                        | Marta (F. C. Gold Pride)             | Birgit Prinz (F. F. C. Frankfurt)              | Fatmire Bajramaj (F. F. C. Turbine Potsdam) |
| 2011                        | Homare Sawa (I. A. C. Kobe Leonessa) | Marta Vieira da Silva (Western New York Flash) | Abby Wambach (MagicJack)                    |
| 2012                        | Abby Wambach (MagicJack)             | Marta Vieira da Silva (Tyresö F. F.)           | Alex Morgan (Sounders Women)                |
| 2013                        | Nadine Angerer (Brisbane Roar F. C.) | Abby Wambach (Western New York Flash)          | Marta Vieira da Silva (Tyresö F. F.)        |
| 2014                        | Nadine Keßler (VfL Wolfsburg)        | Marta Vieira da Silva (F. C. Rosengård)        | Abby Wambach (Western New York Flash)       |
| 2015                        | Carli Lloyd (Houston Dash)           | Célia Šašić (F. F. C. Frankfurt)               | Aya Miyama (Okayama Yunogo Belle)           |
| Premio The Best FIFA        |                                      |                                                |                                             |
| 2016                        | Carli Lloyd (Houston Dash)           | Marta Vieira (F. C. Rosengård)                 | Melanie Behringer (F. C. Bayern)            |
| 2017                        | Lieke Martens (F. C. Rosengård)      | Carli Lloyd (Houston Dash)                     | Deyna Castellanos (Florida State Seminoles) |
| 2018                        | Marta (Orlando Pride)                | Dzsenifer Marozsán (Olympique Lyonnais)        | Ada Hegerberg (Olympique Lyonnnais)         |
| 2019                        | Megan Rapinoe (Seattle Reign F. C.)  | Alex Morgan (Orlando Pride)                    | Lucy Bronze (Olympique Lyonnais)            |
| 2020                        | Lucy Bronze (Olympique Lyonnais)     | Pernille Harder (VfL Wolfsburg)                | Wendie Renard (Olympique Lyonnais)          |
| 2021                        | Alexia Putellas (F. C. Barcelona)    | Sam Kerr (Chelsea F. C.)                       | Jenni Hermoso (F. C. Barcelona)             |
| 2022                        | Alexia Putellas (F. C. Barcelona)    | Beth Mead (Arsenal F. C.)                      | Alex Morgan (San Diego Wave)                |
| 2023                        | Aitana Bonmatí (F. C. Barcelona)     | Linda Caicedo (Real Madrid C. F.)              | Jenni Hermoso (C. F. Pachuca)               |
| 2024                        | Aitana Bonmatí (F. C. Barcelona)     | Barbra Banda (Orlando Pride)                   | Caroline Graham Hansen (F. C. Barcelona)    |

## Palmarés Masculino

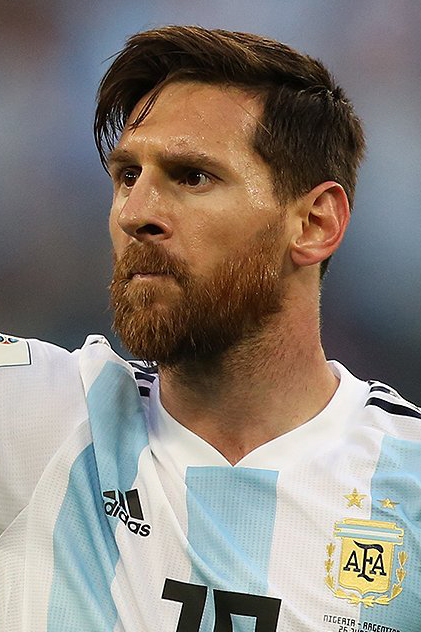
Lionel Messi, jugador más galardonado.

| Jugadores          | IFFHS World Player (1988–1990) | Jugador Mundial de la FIFA (1991–2009) | FIFA Ballon d'Or (2010–2015) | Premio The Best FIFA (2016–present) | Total |
| ------------------ | ------------------------------ | -------------------------------------- | ---------------------------- | ----------------------------------- | ----- |
| Lionel Messi       | —                              | 1                                      | 4                            | 3                                   | 8     |
| Cristiano Ronaldo  | —                              | 1                                      | 2                            | 2                                   | 5     |
| Marco van Basten   | 2                              | 1                                      | —                            | —                                   | 3     |
| Ronaldo            | —                              | 3                                      | —                            | —                                   | 3     |
| Zinédine Zidane    | —                              | 3                                      | —                            | —                                   | 3     |
| Lothar Matthäus    | 1                              | 1                                      | —                            | —                                   | 2     |
| Ronaldinho         | —                              | 2                                      | —                            | —                                   | 2     |
| Robert Lewandowski | —                              | —                                      | —                            | 2                                   | 2     |
| Roberto Baggio     | —                              | 1                                      | —                            | —                                   | 1     |
| Romário            | —                              | 1                                      | —                            | —                                   | 1     |
| George Weah        | —                              | 1                                      | —                            | —                                   | 1     |
| Rivaldo            | —                              | 1                                      | —                            | —                                   | 1     |
| Luís Figo          | —                              | 1                                      | —                            | —                                   | 1     |
| Fabio Cannavaro    | —                              | 1                                      | —                            | —                                   | 1     |
| Kaká               | —                              | 1                                      | —                            | —                                   | 1     |
| Luka Modrić        | —                              | —                                      | —                            | 1                                   | 1     |
| Vinícius Júnior    | —                              | —                                      | —                            | 1                                   | 1     |

## Palmarés Femenino

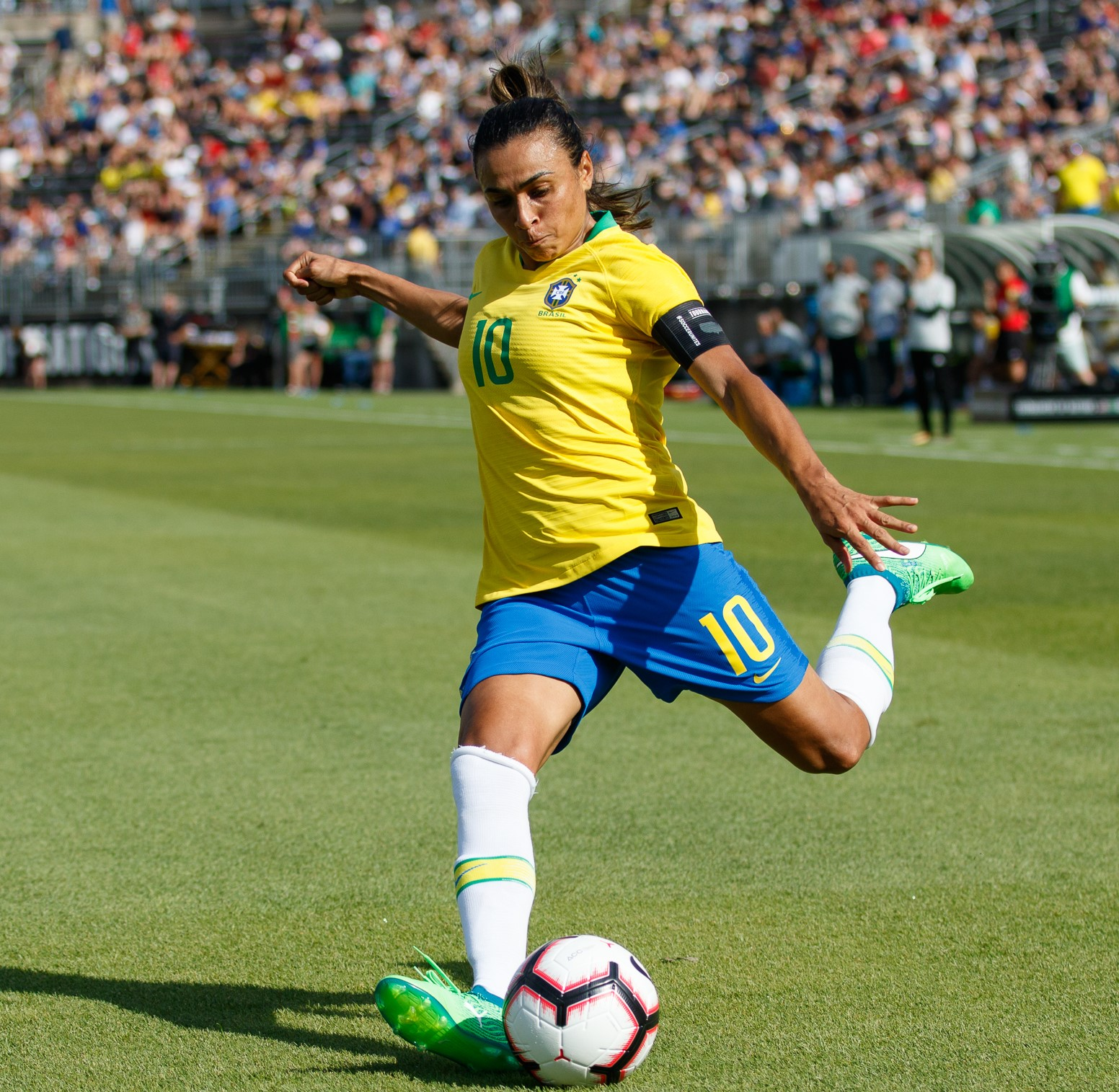
Marta Vieira da Silva, jugadora más galardonada.

| Jugadoras       | Jugador Mundial de la FIFA (2001–2009) | FIFA Ballon d'Or (2010–2015) | Premio The Best FIFA (2016–present) | Total |
| --------------- | -------------------------------------- | ---------------------------- | ----------------------------------- | ----- |
| Marta           | 4                                      | 1                            | 1                                   | 6     |
| Birgit Prinz    | 3                                      | —                            | —                                   | 3     |
| Carli Lloyd     | —                                      | 1                            | 1                                   | 2     |
| Mia Hamm        | 2                                      | —                            | —                                   | 2     |
| Alexia Putellas | —                                      | —                            | 2                                   | 2     |
| Aitana Bonmatí  | —                                      | —                            | 2                                   | 2     |
| Homare Sawa     | —                                      | 1                            | —                                   | 1     |
| Abby Wambach    | —                                      | 1                            | —                                   | 1     |
| Nadine Angerer  | —                                      | 1                            | —                                   | 1     |
| Nadine Keßler   | —                                      | 1                            | —                                   | 1     |
| Lieke Martens   | —                                      | —                            | 1                                   | 1     |
| Megan Rapinoe   | —                                      | —                            | 1                                   | 1     |
| Lucy Bronze     | —                                      | —                            | 1                                   | 1     |